# 치머베르크 베이스 터널
치머베르크 베이스 터널(Zimmerberg Base Tunnel, 약칭 ZBT)은 스위스의 치머베르크산 아래에 있는 철도 터널이다. 터널의 1단계는 2003년 4월에 통행이 허용되었다.
ZBT는 작업의 두 단계로 나뉜다. 2020년 현재 1단계만 운영되고 2단계는 계획과 준비 단계에 있다. 치머베르크 I은 약 10km 길이로 취리히와 탈빌을 연결하고, 취리히호 좌안선도의 일부를 우회하여 철도 교통이 기존 경로보다 더 효율적으로 산을 횡단할 수 있도록 한다.

## 1단계
1990년대에 스위스는 철도 인프라 전반에 걸쳐 현대화 및 개선을 위한 주요 프로그램에 착수했다. NRLA 이니셔티브는 기차가 스위스 알프스를 보다 빠르고 효율적으로 횡단할 수 있도록 하는 다수의 기본 터널 건설을 통해 고트하르트, 체네리 및 뢰치베르크를 가로지르는 가파른 산악 철도에 대한 더 나은 대안을 제공하고자 했다. 치머베르크 베이스 터널(ZBT)는 이러한 계획에 따라 건설된 터널 중 하나였다.
치머베르크 베이스 터널의 1단계는 취리히와 탈빌 사이의 주요 특징이다. 건설은 스위스 철도 기반 시설의 주요 이정표를 나타냈으며 이 터널은 100년이 넘는 기간 동안 국가에서 건설된 가장 긴 복선 터널이다. 터널은 최대 200km/h의 최고 속도로 횡단하는 열차와 함께 고속 운송을 수용하도록 설계되었다. 보고된 바에 따르면 10.7km의 1단계 구간의 예상 비용은 8억 2천만 스위스 프랑으로 계산되었다. 1997년 9월에 터널 건설이 시작되었다.
터널의 지역 지리와 위치는 인근 도시 개발에 영향을 미치지 않아야 하고 주요 지역에서 사용할 수 있는 덮개가 거의 없는 것과 같이 건설 노력에 몇 가지 문제를 제기했다. 암석을 뚫는 보링 작업은 과도한 침하 위험을 줄이기 위한 다른 보조적인 건설 조치들 중 흙 주입, 파이프 아치 같은 전통적인 기술과 함께 터널 천공 머신(TBM)의 사용을 모두 포함시켰다. 터널 길이의 약 315m에는 연속 그라우트 가 있다. 천정은 변형 및 투과성뿐만 아니라 잠재적인 덮개 손실을 줄이기 위해 수행되었다. 이것은 120,000개 밸브에 걸쳐 가압 그라우팅 파이프를 통해 시멘트와 슬러리의 정확한 혼합물을 주입하여 만들어졌다. 잠재적인 약점이 있는지 테스트하고 적절한 경우 즉시 다시 그라우팅했다.
프로젝트의 초기 단계에서 터널의 개통은 2003년 6월로 예정되어 있었고,  제 시간에 완료되었다.

## 2단계
치머베르크 베이스 터널의 제안된 2단계는 210억 스위스 프랑의 전체 예상 예산이 있는 더 광범위한 Rail 2030 프로그램의 한 요소이다. 그러나 2010년 동안 프로젝트에 대한 추가 작업이 무기한 보류된 것으로 보고되었다. 당시 체네리 베이스 터널과 고트하르트 베이스 터널을 비롯한 여러 다른 베이스 터널에 대한 작업이 진행 중이었다.
원래 계획대로 건설되면 터널의 2단계는 길이를 약 20km로 늘리고 취리히와 추크를 연결한다. 완공 후에도 탈빌로 가는 중간 출구를 유지할 계획이며, 이 출구는 여전히 쿠어로 가는 여객 및 화물 열차와 오스트리아로 가는 국제 열차에서 사용된다. 2단계가 완료될 때까지 용량과 속도 모두 기존 경로에 의해 크게 제한된다. 스위스 연방 의회는 2030-2035년의 장기 확장 계획에 이 작업을 포함하기로 투표했다.

## 같이 보기
- 체네리 베이스 터널
- 고트하르트 베이스 터널
- 뢰치베르크 베이스 터널
- 치머베르크산